# پینک‌نویل (ایلینوی)
پینک‌نویل، ایلینوی (به انگلیسی: Pinckneyville, Illinois) یک شهر در ایالات متحده آمریکا با جمعیت ۵٬۴۶۴ نفر است که در ایلی‌نوی واقع شده‌است.

## موقعیت جغرافیایی
موقعیت جغرافیایی شهرها و مناطق اطراف به شرح زیر است: